# Гайзервальд
Гайзервальд (нім. Gaiserwald) — громада  в Швейцарії в кантоні Санкт-Галлен, виборчий округ Санкт-Галлен.

## Географія
Громада розташована на відстані близько 155 км на схід від Берна, 4 км на захід від Санкт-Галлена.
Гайзервальд має площу 12,6 км², з яких на 19,5% дозволяється будівництво (житлове та будівництво доріг), 49,6% використовуються в сільськогосподарських цілях, 29,8% зайнято лісами, 1,1% не є продуктивними (річки, льодовики або гори).

## Демографія
2019 року в громаді мешкало 8327 осіб (+2,9% порівняно з 2010 роком), іноземців було 14,6%. Густота населення становила 659 осіб/км².
За віковим діапазоном населення розподілялося таким чином: 21,3% — особи молодші 20 років, 57,8% — особи у віці 20—64 років, 20,9% — особи у віці 65 років та старші. Було 3540 помешкань (у середньому 2,3 особи в помешканні).
Із загальної кількості 2538 працюючих 85 було зайнятих в первинному секторі, 507 — в обробній промисловості, 1946 — в галузі послуг.